# Nippon Paint
Nippon Paint est une entreprise japonaise spécialisée dans la production de peinture.
Nippon Paint est un fabricant Japonais de peintures et vernis avec des filiales en Asie, en Amérique du Nord et en Europe.

## Histoire
Depuis janvier 2016, le groupe Bollig & Kemper est une filiale à 100% de Nippon Paint Holding Europe.  
Le partenariat avec le groupe Nippon Paint a débuté en 2008 avec la création d’une Joint-Venture à Shanghai en Chine.
En avril 2019, Nippon Paint annonce l'acquisition de DuluxGroup, une entreprise australienne, pour 2,7 milliards de dollars.
En août 2020, Nippon Paint annonce un accord avec Wuthelam Group, son principal actionnaire, pour que celui-ci passe sa participation de 39 % à 60 %, dans une transaction d'une valeur de 12 milliards de dollars et qu'en parallèle, Nippon Paint annonce acquérir plusieurs co-entreprises mises en place entre les deux structures,.